# Yevgeniy Timoshenko
Yevgeniy Timoshenko (en ukrainien : Євген Тимошенко, Evhen Tymochenko), né le 8 février 1988 à Kharkiv en Ukraine, est un joueur professionnel de poker. Ses pseudos sont « atimos » ou « Jovial Gent ».
À l'âge de 10 ans, Yevgeniy Timoshenko déménage dans la banlieue nord de Seattle avec sa famille.
Quand il a 16 ans, il découvre le poker en regardant le Main Event des World Series of Poker 2004. Yevgeniy est fasciné par le Texas Hold'em et commence à jouer sur internet en argent fictif. Il gagne six dollars en remportant un freeroll. Avec cet argent, il gagne un tournoi pour trois cents dollars et se met à jouer au cash game en Limit Hold'em. Yevgeniy fait beaucoup de performances : de 2006 à 2008, il gagne plus d'un million de dollars en tournois sur internet.
En 2007, Yevgeniy Timoshenko commence à jouer ses premiers tournois en live, il remporte un tournoi de l'Irish Open à Dublin et gagne 124 600 euros. Il fait aussi deux tables finales à Paris.
En 2008, Il remporte le Main Event de l'Asian Poker Tour à Macao avec un prix de 500 000 dollars. Il arrive aussi deux fois en table finale, à Barcelone et à Londres.
En 2009, Timoshenko a 21 ans, il peut donc jouer aux États-Unis. Moins d'un mois après son anniversaire, il gagne le World Poker Tour Championship et remporte 2 149 960 dollars.
La même année, il remporte le Main Event du World Championship of Online Poker sur la room online PokerStars, il gagne 1 715 200 dollars.